# Nyssa
Nyssa é um género botânico pertencente à família Cornaceae. No sistema APG é colocado na família Nyssaceae.

## Espécies
- Nyssa aquatica L.
- Nyssa javanica (Blume) Wangerin
- Nyssa ogeche Bartram ex Marshall
- Nyssa shangszeensis W.P.Fang & Soong
- Nyssa shweliensis (W.W.Sm.) Airy Shaw
- Nyssa sinensis Oliv.
- Nyssa sylvatica Marshall2
- Nyssa talamancana Hammel & N.Zamora
- Nyssa yunnanensis W.Q.Yin ex H.N.Qin & Phengklai